# Oksval
Oksval est une localité de la municipalité de Nesodden, dans le comté d'Akershus, en Norvège.

## Description
Oksval est un quartier résidentiel qui fait partie de la population de Nesoddtangen. Il est situé à l'est de Brunnefjorden. À Oksval se trouve le port de plaisance Oksval Båthavn avec environ 310 postes d'amarrage et une plage de baignade publique.
L'école Steiner  gère un jardin d'enfants à Oksval.